# (16634) 1993 OD8
A (16634) 1993 OD8 a Naprendszer kisbolygóövében található aszteroida. Eric Walter Elst fedezte fel 1993. július 20-án.